# アーロン・ベック
アーロン・ベック（Aaron Temkin Beck、1921年7月18日 - 2021年11月1日）は、アメリカの医学者、精神科医で、うつ病の認知療法(Cognitive Therapy)の創始者として知られる。1954年にペンシルベニア大学に加わり、ベンシルバニア大学の教授である。国際認知療法学会(The International Association for Cognitive Psychotherapy)の名誉会長であり、フィラデルフィアにてベック研究所(Beck Institute for Cognitive Therapy and Research)を主宰。認知行動療法の理論的基礎を形作った。

## 生涯
1921年にロードアイランド州の州都プロビデンスにて5人兄弟の末っ子として生まれる。1942年にブラウン大学を優秀な成績で卒業後、1946年にイェール大学で医学博士の学位を取得した。フィラデルフィア精神分析研究所(Philadelphia Psychoanalytic Institute)にて精神分析家としての訓練を受け、1958年に訓練を修了し、精神分析的な立場からうつ病の研究を実施していたが、自身の仮説を検証することができず、1961年までには精神分析と決別している。
その後、研究の過程で、うつ病患者の特徴として悲観的な思考（否定的な考え方）を持つことが分かり、こうした認知の歪みを修正する新たな治療的アプローチとしてうつ病の認知療法を1963年に考案した。またその研究に伴って、ベックうつ病尺度(BDI)、ベック絶望感尺度、ベック不安尺度といった、評価尺度を策定した。

## ベックと精神分析
ベックは精神分析を否定しているわけではない「無意識を洞察するか、意識を洞察するかの違いで、精神分析の発展形」だと述べている。
井上和臣は「うつ病に主に取り組んでいたときは精神分析に、パニック障害に取り組んでいたときには行動療法に、人格障害（パーソナリティ障害）に取り組んでいたときには精神分析に再び接近している」と指摘している。

## 主な受賞歴
- 1979年にアメリカ精神医学会(American Psychiatric Association)より精神医学研究財団基金賞(Foundations' Fund Prize for Research in Psychiatry)を受賞した。
- 1989年にアメリカ心理学会(American Psychological Association)より応用心理学優秀学術賞(Distinguished Scientific Award for the Applications of Psychology)を受賞した。
- 2006年にアメリカ精神医学会(American Psychiatric Association)よりアドルフ・マイヤー賞(Adolf Meyer Award)を受賞した。
- 2006年にラスカー財団(Lasker Foundation)よりアルバート・ラスカー臨床医学研究賞(Albert Lasker Clinical Medical Research Award)を受賞した。
- 2011年にタイ王国よりプリンス・マヒドール賞を受賞した。

## 主な著書
- Beck, A. T.　(1967 / 1970)　Depression: Causes and treatment.　Philadelphia : University of Pennsylvania Press
- Beck, A. T.　(1967)　Depression: Clinical, experimental, and theoretical aspect.　New York : Hoeber Medical Division,Harper & Row
- Beck, A. T.　(1976)　Cognitive therapy and the emotional disorders.　New York : Meridian
  - （ベックA.T.（著）　大野裕（訳）　1990　認知療法：精神療法の新しい発展　東京：岩崎学術出版社）
- Beck, A. T., Rush, A. J., Shaw, B. F., & Emery, G.　(1979)　Cognitive therapy of depression.　New York : Guilford Press
  - （ベックA.T.・ラッシュA.J.・ショウーB.F.・エメリィーG.（共著）　坂野雄二（監訳）　神村栄一・清水里美・前田基成（共訳）　1992　うつ病の認知療法 東京：岩崎学術出版社）
- Beck, A. T., Freeman, A., & Associates.　(1990)　Cognitive therapy of personality disorders.　New York : Guilford Press
  - （ベックA.T.・フリーマンA.（共著）　井上和臣（監訳）　 岩重達也・南川節子・河瀬雅紀 （共訳）　1997　人格障害の認知療法 東京：岩崎学術出版社）

## 主な学術論文
- Beck, A. T.　(1963)　Thinking and depression: Idiosyncratic content and cognitive distortions.　Archives of General Psychiatry , 9 , 324-333.
- Beck, A.T.　(1964)　Thinking and depression: Theory and therapy.　Archives of General Psychiatry , 10 , 561-571.
- Beck, A.T., Hollon, S.D., Young, J.E., Bedrosian, R.C., & Budenz, D.　(1985)　Treatment of depression with cognitive therapy and amitriptyline.　 Archives of General Psychiatry , 42 , 142-148.
- Beck, A.T., Steer, R.A., & Garbin, M.G.　(1988)　Psychometric properties of the Beck Depression Inventory: Twenty-five years of evaluation. Clinical Psychology Review , 8 , 77-100.
- Beck, A.T.　(2005)　The current state of cognitive therapy: A 40-year retrospective.　Archives of General Psychiatry , 62 , 953-959.
- Brown, G.K., Ten Have, T., Henriques, G.R., Xie, S.X., Hollander, J.E., & Beck, A.T.　(2005)　Cognitive therapy for the prevention of suicide attempts: A randomized controlled trial. Journal of the American Medical Association , 294 , 563-570.
- Butler, A.C., Chapman, J.E., Forman & Beck, A.T.　(2006)　The empirical status of cognitive behavioral therapy: A review of meta-analyses. Clinical Psychological Review , 26 , 17-31.